# Конкурс скрипачей имени Вацлава Хумла
Конкурс скрипачей имени Вацлава Хумла (хорв. Međunarodno violinističko natjecanje «Vaclav Huml») — международный конкурс скрипачей, проводящийся каждые четыре года начиная с 1977 г. в Загребе в память хорватского скрипача и музыкального педагога Вацлава Хумла. На первых трёх конкурсах жюри возглавлял Генрик Шеринг, в 1989—2005 гг. — ученик Хумла Льерко Шпиллер, в 2009 г. — чешский скрипач Йозеф Сук.

## Лауреаты конкурса
| 1977 | Барбара Гуржинска (Польша)        |
| 1981 | Юрий Корчинский (СССР)            |
| 1985 | Ингрида Армонайте (СССР)          |
| 1989 | Ян Талих (младший) (Чехословакия) |
| 1993 | первая премия не присуждена       |
| 1997 | Джованни Анджелери (Италия)       |
| 2001 | Анна Савицкая (Украина)           |
| 2005 | Люция Мадзьяр (Польша)            |
| 2009 | Лев Солодовников (Россия)         |
| 2013 | Май Судзуки (Япония)              |